# Listă de poeți: C
A - Ă - B - C - D - E - F - G - H - I - Î - J - K - L - M - N - O - P - Q - R - S - Ș - T - Ț - U - V - W - X - Y - Z

### C

#### Ca

##### Cab-Cap
- Lydia Cabrera , poet cubanez
- Dilys Cadwaladr
- Caedmon
- Andon Zako Çajupi
- Musa Cälil (1906-1944), poet tătar
- Barry Callaghan, (născut în 1937)
- Robert Calvert, (1945-1988)
- Luíz Vaz de Camőes, (autorul poemului epic Lusíadas)
- Roy Campbell (1901-1957)
- Jan Campert,(1902-1943), poet olandez și jurnalist
- Thomas Campion, (1567-1619), compozitor, poet
- Thomas Campbell, (1774-1844)
- Melville Henry Cane, (1879-1980)
- Ivan Cankar, (1876-1918),
- Mary Wedderburn Cannan, (1893-1973)
- Edip Cansever
- Cao Cao, (155 AD-220 AD)
- Cao Pi
- Cao Zhi, (192-232)
- Andrej Capuder, (născut în 1942)

##### Car-Cav
- Ernesto Cardenal (1925-2020)
- Giosuè Carducci (1835-1907)
- Thomas Carew (1595-1639)
- Henry Carey (1693-1743)
- Will Carleton
- Bliss Carman (1861-1929)
- Emanuel Carnevali (1897-1942)
- Lewis Carroll (1832-1898)
- Hayden Carruth
- Anne Carson, (născută în 1950)
- William Cartwright (1611-1643)
- Gaius Valerius Catullus (c. 84BC-54BC), poet din Roma
- Charles Causley
- C. P. Cavafy (1863-1933)

#### Ce-Ci
- Paul Celan, (1920-1970)
- Anica Cernej, (1900-1944)
- Luis Cernuda, (1903-1963)
- John Chalkhill
- Jean Chapelain, (1595-1674)
- Arthur Chapman, (1873-1935)
- George Chapman, (1560-1634)
- René Char, (1907-1998)
- Craig Charles, (născut în 1964),
- Captain Butler)
- Thomas Chatterton
- Geoffrey Chaucer, (cca.1343-1400), Chanticleer Vulpoiul (poem extras din Canterbury Tales)
- Henri Chopin, (născut în 1922)
- Ralph Chubb, (1892-1960), poet, pictor, tipograf
- John Ciardi, Italian-American poet
- Franc Cimperman, (1852-1873)
- Josip Cimperman, (1847-1893)
- Kornei Ciukovski, (1882-1969)

#### Cl
- Amy Clampitt
- John Clare, (1793-1864)
- George Elliott Clarke,
- Paul Claudel, (1868-1955)
- Matthias Claudius
- Michelle Cliff
- Lucille Clifton,
- Arthur Hugh Clough, (1819-1861)

#### Co

##### Coc-Cor
- Jean Cocteau, (1889-1963), poet și dramaturg francez
- Leonard Cohen, (născut în 1934), poet/cantautor
- Stan Cohen
- Wanda Coleman
- Hartley Coleridge, (1796-1849)
- Mary Elizabeth Coleridge, (1861-1907)
- Samuel Taylor Coleridge, (1772-1834),
- Billy Collins
- William Collins (poet), (1721-1759)
- William Congreve, (1670-1729), dramaturg
- Evan S. Jr. Connell
- Leo Connellan
- Robert Conquest, istoric și poet
- Henry Constable, (1562-1613)
- Clark Coolidge
- Wendy Cope
- Tristan Corbière, (1845-1875)
- Francis Cornford și Frances Cornford
- James D. Corrothers
- Gregory Corso, poet beatnic,
- Jayne Cortez

##### Cou-Cow
- Jeni Couzyn
- Malcolm Cowley, (1898-1989), (Dada)
- Abraham Cowley, (1618-1667)
- William Cowper, (1731-1800)

#### Cr-Cz
- George Crabbe, (1754-1832)
- Christopher Pearce Cranch,
- Hart Crane, (1899-1932), (Podul)
- Stephen Crane, (1871-1900), romancier și poet american
- Douglas Crase
- Richard Crashaw, (1613-1649)
- Robert Creeley, (n. 1926), (face parte din curentul Black Mountain School)
- Octave Crémazie
- Charles Cros, (1842-1888), poet francez și inventator
- Aleister Crowley, (1875-1947),
- Cui Hao, Dynastia Tang , poet chinez clasic
- Marij Cuk, (n. 1952)
- Countee Cullen, (†. 1946)
- E. E. Cummings, (1894-1962)
- Valentin Cundric, (n. 1938)
- Allan Cunningham, (1784-1842)
- J. V. Cunningham
- Allen Curnow, (1911-2001)
- Ivor Cutler, poet, muzician și gânditor scoțian
- Leona Czwartkowski